# پونتینورا
پونتینورا (به ایتالیایی: Pontinvrea) یک کومونه در ایتالیا است که در استان ساونا واقع شده‌است. پونتینورا ۲۴٫۸ کیلومتر مربع مساحت و ۸۶۳ نفر جمعیت دارد و ۴۲۵ متر بالاتر از سطح دریا واقع شده‌است.